# John Hennessey
Pour les articles homonymes, voir Hennessey.
John F. Hennessey, né le 27 octobre 1900 à Indianapolis et décédé le 18 août 1981 à Stuart, Floride est un ancien joueur de tennis américain.

## Carrière
Surnommé par le Time, le cyclone d'Indianapolis, John Hennessey a fait partie des meilleurs joueurs dans les années 1920, en particulier en double. Il a fini parmi les dix premiers Américains durant trois ans, obtenant sa meilleure place en 1928 (4e). Il a été numéro 8 mondial en 1927 et 1928.
Associé à Ray Casey, il a joué la finale du double messieurs à Wimbledon en 1925. Ils ont été battus par la paire Lacoste/Borotra. John Hennessey remporte avec George Lott les Internationaux des États-Unis en 1928, après avoir atteint les quarts de finale l'année précédente.
Il a également gagné en simple un titre à Cincinnati en 1920, ainsi que le double en 1917 (avec Albrecht Kipp) et en 1920 (avec Fritz Bastian).